# Hubbardochloa
Hubbardochloa Auquier é um género botânico pertencente à família Poaceae.